# Wildmuskat
Wildmuskat ist eine Rotweinsorte (Vitis vinifera), die 1976 bei der Vermehrung von Lemberger-Reben durch Aussaat (im Gegensatz zur vegetativen Vermehrung durch Aufpfropfen) entstanden ist. Dabei wurden von rund 200 Rebstöcken zwei selektiert, deren Beeren ein deutliches Muskat-Aroma aufwiesen. Ursprünglich wurden diese Reben als Muskat-Lemberger bezeichnet, das Weingut Amalienhof in Beilstein, wo die Rebe ab 1983 durch Aufpropfen auf amerikanische Unterlagsreben weiter vermehrt und ab 1991 vermarktet wurde, hat jedoch aus rechtlichen Gründen diesen Namen 2003 zurückgezogen und die Bezeichnungen Blaue Amavitis und Wildmuskat beim Bundessortenamt in Hannover eingereicht (Kenn-Nummer 118, Sortenschutz erteilt 2003; zur Sortenbezeichnung Beschlüsse des Bundespatentgerichts vom 30. Juli 1999 - 35 W (pat) 1/99, unveröffentlicht, und vom 9. Dezember 2002 - 35 W (pat) 1/01,). Die Rebsorte ist seit Juni 2007 unter dem Namen Wildmuskat mit einer Zulassung des Europäischen Sortenamts CPVO (Community Plant Variety Office) versehen (File Nr. 20071170). Dieser Name hat sich mittlerweile durchgesetzt, die Weine müssen allerdings bis zur endgültigen Zulassung als Ertragsrebe den Vermerk aus Versuchsanbau tragen.
Die Rebe ist robust, die Traube wächst kleinbeerig, locker und reift früh. Der Wein weist einen intensiven, aber nicht aufdringlichen Muskatton auf.